# Jasper van Marwijck
Jasper (of Jaspar) van Marwijck (onbekend – 25 september 1555) was schepen van Nijmegen en stadhouder en richter voor de Geldersen in Groningen. In zijn functie als stadhouder versterkte hij de stad Groningen. De Marwixpijpen werden naar hem vernoemd. De achternaam Marwijck is de verbasterde naam die de Groningers hem gaven. Eigenlijk heette hij van Merwij(c)k.

## Aanstelling tot stadhouder
Jonker Van Marwijck was een Gelderse legeraanvoerder in dienst van Karel van Gelre. Al sinds 1514 was deze militair aanwezig in de Friese landen, door de stad Groningen te hulp geroepen toen zij werd belegerd door George van Saksen. Karel beloofde de Saksers te verdrijven en de vrede te herstellen, en eiste in ruil hiervoor de heerschappij over Groningen en de Ommelanden. Aanvankelijk was men zeer tevreden met de Gelderse aanwezigheid, maar het gezag van Karel van Gelre werd pas goed aanvaard toen hij zich begin november 1522 liet huldigen in eigen persoon. De behoefte was gerezen dat de hertog zelf naar Groningen zou komen en een krachtige stadhouder aanstelde; Jasper van Marwijck was hiervoor het meest geschikt, en in december 1522 werd hij benoemd tot stadhouder van Groningen en bij uitbreiding van de Ommelanden en andere door de Geldersen bezette gebieden in het noorden.

## Stadhouderschap
Als plaatsvervanger van de hertog van Gelre, had van Marwijck tot taak de trouw van de burgers bewaren en de medewerking van de leidende kringen veiligstellen, de belastingen innen, het versterken van de vestingwerken van Groningen en krijgstochten ondernemen tegen Westerlauwers Friesland, dat de Geldersen eveneens trachtten te veroveren. Echter, nadat de Saksers uit Friesland waren verdreven en de Habsburgers hun plek innamen, daalde de steun van de Groningers voor de Gelderse Oorlogen. Onder van Marwijcks leiding zou een plundertocht in Friesland worden gehouden, waartegen de Groninger stedelingen herfst 1523 tegen in opstand kwamen. Zij eisten vrede, terwijl van Marwijck in deze tijd juist oorlog moest voeren voor de hertog. De stadsraad had buiten hem om een wapenstilstand met de Habsburgers bekonkeld, maar hij wist handig het volk op te stoken tegen dit verdrag, iets wat hij vaker deed om een beslissing van de stadsraad terug te draaien. Hij moest echter uitkijken dat de meente en burgers geen gemene zaak zouden maken, zoals gebeurde in 1525. De medewerking van de stadsraad nam af, en een streven naar zelfstandigheid ontwikkelde zich onder de Groningse bestuurders, maar dat was vooral gericht op zelfverrijking en niet op politieke onafhankelijkheid van Gelre. Van Marwijck poogde zijn steun buiten de raad te krijgen en vond daarbij het stadvolk wederom als bondgenoot, maar dat was niet genoeg.

## Ontslag
Het lijkt erop dat Jasper van Marwijck bij conflicten over de tegenstrijdige belangen van de Gelderse hertog en de Groninger hoofdmannen in de jaren 1528-'29 voor de laatsten heeft gekozen. Eind 1528 bleek hij in conflict gekomen te zijn met de in 1518 door Karel aangestelde drost van het Oldambt Roloff Huyng(h)e: Van Marwijck en andere Groningse stadsbestuurders inden boetes in het Oldambt die Huynge als drost toekwamen. De Groningers hadden namelijk alleen in naam de zeggenschap van Karel over het Oldambt erkend, maar wilden hier in de praktijk niet van weten. Blijkbaar omdat van Marwijck niet inging op Karels sommaties om te stoppen met het innen van boetes kreeg hij op 3 januari 1529 een brief van Karel waarmee hem voor het eerst min of meer werd gedreigd met ontslag: "wij weten ind hebben luden genouch die onse beveell  gerne achtervolgen ind naegaen sullen". In juli 1529 stuurde Karel weer een brief over een andere kwestie waarbij de drost betrokken was: Van Marwijck en de Groningers vonden dat de drost over de ingebruikname van de aangewassen landen van de Dollard moesten overleggen met hen, waarop Karel beschreef dat dit hem bevreemde, omdat hem het Oldambt toekwam. Een andere zaak waarover twist ontstond was de aanstelling door Karel van Ludolf Conrades tot dijkgraaf van de Ommelanden. Conrades kwam bij waterstaatszaken regelmatig in conflict met Van Marwijck en andere stad-Groningers. Karel verlaagde daarop halverwege 1529 het salaris van Van Marwijck met de helft en beval de rentmeester Evert van Domseler dat Van Marwijck niet meer zelf zijn salaris mocht innen uit de Ommelanden. Daarop kregen Van Marwijck en (zijn vroegere vriend) Van Domseler met elkaar in conflict en deden zij voortaan alles buiten elkaar om. Al deze zaken leidden er in februari 1530 toe dat er, waarschijnlijk op instigatie van Karel zelf, een aanklacht tegen hem werd opgesteld door de eerder genoemde Gelderse vertegenwoordigers Huynge, Van Domseler, alsook door de drost van Drenthe Johan van Selbach, de vroegere stadhouder van Overijssel Berend van Hackfort en de proost van Farmsum Bolo Ripperda. Bijna al zijn Gelderse medebestuurders bleken bereid om hem aan te klagen, waarmee zijn lot werd bezegeld. Van Marwijck werd teruggeroepen en werd op 3 maart 1530 vastgezet in de Janspoort in Arnhem. Als zijn vervanger werd aangesteld Karel, een bastaardzoon van de hertog.

## Verdere leven
Van Marwijck schreef gedurende maart zijn verweerschrift waarin hij aangaf als hij niet in deze mate met de Groningse stadsbestuurders zou zijn meegegaan er een nieuwe opstand zou zijn losgebroken. Daarbij ontkende hij veel van de beschuldigingen en bracht zelf ook beschuldigingen in tegen zijn aanklagers. Volgens hem werd er vervolgens geen rechtszaak gevoerd. Hij bleef vastzitten met volgens hemzelf 'over sesthien hondert pont yzers aen mynen beenen'. Een poging van enige van zijn medestaanders om hem in augustus 1530 vrij te laten om hem zijn bezittingen weer te kunnen laten beheren mislukte: Karel wilde hem pas vrijlaten als hij een bedrag van 1500 gulden zou kwijtschelden aan het Klooster Aduard. Op 24 juli 1531 werd hij uiteindelijk vrijgelaten nadat hij had beloofd om deze schuld vrij te schelden en na het betalen van 7000 goudgulden aan Karel en de belofte te doen dat hij nooit meer in Groningen of de Ommelanden zou komen. 
Hij dook later op in Friesland alwaar hij in maart 1532 een proces aan de broek kreeg van Joost van Burmannia, die hij eerder in 1528 gevangen had laten nemen, waarna hij hem uit angst voor de bevolking (die een oorlog met Friesland vreesde) weer had vrijgelaten. Hij vluchtte daarop naar Oost-Friesland, waar hij in september 1532 wordt genoemd als bevelhebber van graaf Enno in Jeverland. Graaf Enno had hertog Karel beloofd hem te zullen ontslaan, maar deed dit niet. Vervolgens bekleedde Van Marwijck diverse functies in Saksen en het sticht Bremen. In Rostock trouwde hij met zijn derde vrouw.
Nadat Groningen in 1536 hertog Karel als landsheer verving door Keizer Karel V vond Van Marwijck dat hij niet meer gebonden was aan de voorwaarden voor zijn vrijlating en in 1537 was hij weer in Groningen om zijn aanspraken te doen gelden op zijn vroegere bezittingen. Een commissie onder leiding van Georg Schenck van Toutenburg oordeelde echter dat hij de stad diende te verlaten omdat de bepalingen van hertog Karel nog steeds geldig waren.
In 1541 erfde hij de heerlijkheid Kessel en werd zijn leven iets rustiger. In 1553 voelde hij zijn einde naderen en herhaalde uit naam van zijn kinderen nogmaals zijn aanspraken op zijn vroegere bezittingen. In 1554 stierf hij.
- Biografisch Portaal: 65802666
- Digitale Bibliotheek voor de Nederlandse Letteren: marw002
- Gemeinsame Normdatei: 1072703904
- Virtual International Authority File: 316740012